# Titof
Titof, pseudonimo di Christophe Junca (Lunéville, 5 ottobre 1973), è un ex attore pornografico e regista pornografico francese.
Ha debuttato nel 1999 e ha partecipato ad oltre 200 film, diventando uno dei più noti attori pornografici francesi. È uno dei pochi uomini bisessuali del cinema pornografico francese.

## Biografia
Nato a Lunéville, ha trascorso l'infanzia e l'adolescenza a Meurthe-et-Moselle vivendo in una roulotte con la madre e il patrigno. Intenzionato a studiare design industriale, è stato però spinto dal patrigno a lavorare nel campo dell'edilizia. Alla fine, è diventato un istruttore sportivo e per diversi anni ha montato e smontato ponteggi e impalcature.
Un giorno del 1999 accompagna l'amico Sebastian Barrio su un set pornografico, e quando un attore è stato impossibilitato di girare una scena è stato chiesto da Titof di sostituirlo. Inizia così una prolifica carriera da attore pornografico che lo ha visto prendere parte a più di 80 film. La sua bisessualità gli ha permesso di partecipare sia a produzioni eterosessuali che omosessuali. Titof anche prodotto e diretto due film pornografici gay intitolati Titouch e Titouch 2, in cui interpreta sia il ruolo di attivo che di passivo. Ha preso parte a quattro film gay diretti da Hervé Bodilis: Christophe, Pompier en service, Permission à Paris e Titof and the College Boys.
Nel produzioni eterosessuali Titof viene soprannominato "Mister just one ball", per via del suo unico testicolo. Nel film Elixir, édition spéciale interpreta una scena in cui la sua partner femminile gli pratica il pegging. Nel 2000 ha un piccolo ruolo nel film Baise moi - Scopami di Virginie Despentes e in Le Pornographe di Bertrand Bonello.

## Filmografia parziale
- Christophe, regia di Hervé Bodilis (1999)
- Pompiers en service, regia di Hervé Bodilis (1999)
- La schiava del piacere, regia di Giancarlo Bini (1999)
- Le Principe de plaisir, regia di John B. Root (1999)
- Machos, regia di Fred Coppula (1999)
- L'Emmerdeuse, regia di Fred Coppula (2000)
- L'hard fatal, regia di Gabriel Zero (2000)
- Pretty in Black, regia di Jürgen Wolf (2000)
- Baise moi - Scopami, regia di Virginie Despentes e Coralie Trinh Thi (2000)

- XYZ, regia di John B. Root (2000)

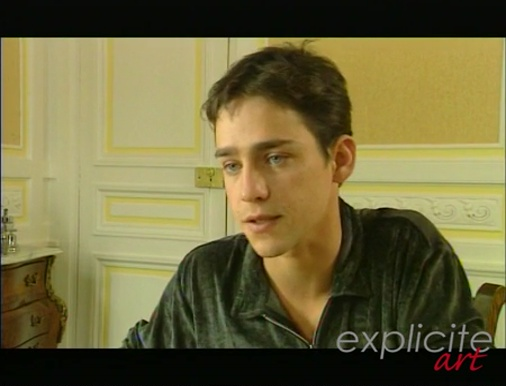
Titof in una scena di Le Principe de plaisir (1999)

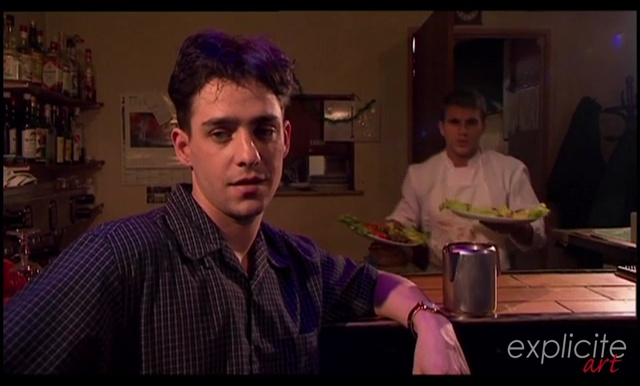
Titof in una scena di XYZ (2000)

- Elixir, édition spéciale, regia di John B. Root (2000)
- Le Pornographe, regia di Bertrand Bonello (2001)
- Rocco incula Praga 2, regia di Rocco Siffredi (2001)
- Rocco incula Praga 4, regia di Rocco Siffredi (2001)
- Regarde-moi, regia di Francis Leroi (2001)
- Ovidie mène l'enquête, regia di Patrice Cabanel (2001)
- Irréversible, regia di Gaspar Noé (2002)
- Il re di Napoli, regia di Alessandro del Mar (2002)
- I racconti erotici della cripta di zio Tibia, regia di Giancarlo Bini e Andrea Di Angelo (2003)
- 1945 prede di guerra, regia di Tony Del Duomo (2005)
- Madame, regia di Jürgen Wolf (2005)
- La soubrette, regia di Tony Del Duomo (2005)
- Titof and the College Boys, regia di Hervé Bodilis (2006)
- Piacere! Claudia, regia di Frank Pharro (2007)
- Montre-moi du rose, regia di John B. Root (2008)
- Dis-moi que tu m'aimes, regia di John B. Root (2010)
- Liberté sexuelle, regia di Ovidie (2012)
- Jeux vicieux, regia di Jack Tyler (2013)
- Les Caresses de l'aube, regia di Jack Tyler (2014)
- Solstix, regia di John B. Root (2017)

## Riconoscimenti
- 2000 – Hot d'or[1]
  - Miglior attore emergente
- 2005 – Premi europei di Bruxelles[1]
  - Miglior contributo al porno gay
- 2008 – Festival Internazionale dell'Erotismo di Bruxelles[1]
  - X Award per il miglior attore non protagonista